# Дорогоща (заказник)
Дорого́ща — ботанічний заказник місцевого значення в Україні. Розташований у південно-західній частині території Нетішинської міської ради, біля рибгоспу ХАЕС, на південь від міста Нетішин.

## Загальні відомості
Площа 78,5 га. Статус надано 16 грудня 1998 року рішенням 4 сесії Хмельницької обласної ради народних депутатів. Перебуває у віданні ДП «Славутський лісгосп» (Нетішинське л-во, кв. 26, 27). 
Статус надано для збереження лісу із переважанням лісоболотних, болотних та лісових видів рослин. Тут росте вільхові насадження з домішками дуба звичайного, берези, граба. В заказнику зростають рідкісні плауни, лілія лісова, кадило сарматське, орхідеї.